# My Feelings for You
My Feelings for You – singel szwedzkiego DJ-a Avicii wyprodukowany razem z Sebastienem Drumsem. Utwór został wydany w 2010 roku, teledysk to tego utworu miał natomiast premierę 15 października w Wielkiej Brytanii, gdzie uzyskał 117. miejsce, a 17 października 2010 roku 26. miejsce na UK Dance Chart.

## Lista utworów
- UK Digital EP

1. "My Feelings For You" (UK Radio Edit)
2. "My Feelings For You" (Original Mix)
3. "My Feelings For You" (The Noise Remix)
4. "My Feelings For You" (LMC Remix)
5. "My Feelings For You" (Whelan & Di Scala Remix)